# Ян Гаєк (тенісист)
Ян Гаєк (чеськ. Jan Hájek; нар. 7 серпня 1983) — колишній чеський тенісист.
Найвищу одиночну позицію світового рейтингу — 71 місце досяг 6 листопада 2006, парну — 189 місце — 1 травня 2006 року.
Здобув 1 парний титул.
Найвищим досягненням на турнірах Великого шолома було 3 коло в одиночному розряді.
Завершив кар'єру 2015 року.

## Фінали турнірів ATP за кар'єру

### Парний розряд: 2 (1–1)
| Легенда                                     |
| ------------------------------------------- |
| Турніри Великого шлема (0–0)                |
| Фінали Світового туру ATP (0–0)             |
| Серія Мастерс 1000 Світового Туру ATP (0–0) |
| Серія 500 Світового туру ATP (0–0)          |
| Серія 250 Світового туру ATP (1–1)          |

| Титули за покриттям |
| Тверде (1/0)        |
| Ґрунт (0/1)         |
| Трава (0/0)         |
| Килим (0/0)         |

| Результат | Ранг | Дата           | Турнір                             | Покриття | Partnering         | Суперник у фіналі                | Рахунок  |
| Поразка   | 1.   | 30 квітня 2007 | BMW Open, Мюнхен, Німеччина        | Ґрунт    | Ярослав Левинський | Філіпп Кольшрайбер Михайло Южний | 1–6, 4–6 |
| Перемога  | 1.   | 3 січня 2014   | Qatar ExxonMobil Open, Doha, Катар | Тверде   | Томаш Бердих       | Александер Пея Бруно Соарес      | 6–2, 6–4 |

## Титули в одиночному розряді
| Легенда (одиночний розряд) |
| -------------------------- |
| Великий Шлем (0)           |
| Tennis Masters Cup (0)     |
| Серія Мастерс ATP (0)      |
| Тур ATP (0)                |
| Челленджери (9)            |
| Ф'ючерс (9)                |

| Ранг | Дата            | Турнір                 | Покриття        | Суперник                 | Рахунок            |
| ---- | --------------- | ---------------------- | --------------- | ------------------------ | ------------------ |
| 1.   | 23 жовтня 2000  | Negril                 | Ґрунт           | Юган Ертеґрен            | 6–3, 6–1           |
| 2.   | 16 червня 2001  | Списька Нова Весь      | Ґрунт           | Юрай Гашко               | 6–4, 6–7(2–7), 7–5 |
| 3.   | 10 червня 2002  | Сопот (Польща)         | Ґрунт           | Маріуш Фирстенберг       | 6–3, 1–6, 6–2      |
| 4.   | 15 липня 2002   | Нове Замки             | Ґрунт           | Ладіслав Шварць          | 6–1, 6–2           |
| 5.   | 12 серпня 2002  | Попрад                 | Ґрунт           | Давід Новак              | 6–1, 6–4           |
| 6.   | 6 січня 2003    | Cala Ratjada           | Ґрунт           | Маріано Альберт-Феррандо | 4–2, RET           |
| 7.   | 23 травня 2005  | Яблонець-над-Нисою     | Ґрунт           | Томаш Єчмінек            | 6–4, 6–2           |
| 8.   | 31 жовтня 2005  | Frýdlant nad Ostravicí | Закритий Тверде | Лукаш Лацко              | 1–6, 7–5, 6–4      |
| 9.   | 23 березня 2006 | Барлетта               | Ґрунт           | Стефано Гальвані         | 6–2, 6–1           |
| 10.  | 5 червня 2006   | Простейов              | Ґрунт           | Домінік Грбатий          | 6–3, 5–7, 6–2      |
| 11.  | 19 червня 2006  | Брауншвейг             | Ґрунт           | Фернандо Вісенте         | 6–1, 6–3           |
| 12.  | 10 липня 2006   | Познань                | Ґрунт           | Ілія Бозоляц             | 6–4, 6–3           |
| 13.  | 29 вересня 2008 | Порту                  | Ґрунт           | Душан Лойда              | 6–0, 7–6(7–2)      |
| 14.  | 27 квітня 2009  | Острава                | Ґрунт           | Іван Додіг               | 7–5, 6–1           |
| 15.  | 1 червня 2009   | Простейов              | Ґрунт           | Стів Дарсіс              | 6–2, 1–6, 6–4      |
| 16.  | 31 жовтня 2009  | Фройденштадт           | Ґрунт           | Лоран Рекундер           | 2–6, 6–3, 7–6(7–5) |
| 17.  | 31 травня 2010  | Простейов              | Ґрунт           | Радек Штепанек           | 6–0 RET            |
| 18.  | 1 липня 2012    | Марбург                | Ґрунт           | Андреас Гайдер-Маурер    | 6–2, 6–2           |

## Часова шкала досягнень на турнірах Великого шлему
| W | Ф | ПФ | ЧФ | #Р | КТ | К# | DNQ | A | NH |

### Одиночний розряд
| Турнір                                 | 2006 | 2007 | 2008 | 2009 | 2010 | 2011 | 2012 | 2013 | 2014 | SR     | В-П  |
| -------------------------------------- | ---- | ---- | ---- | ---- | ---- | ---- | ---- | ---- | ---- | ------ | ---- |
| Відкритий чемпіонат Австралії з тенісу |      | 1р   |      |      | 2р   | 1р   | К1р  | 1р   | 1р   | 0 / 5  | 1–5  |
| Відкритий чемпіонат Франції з тенісу   |      | 3р   |      |      | 1р   | 1р   | К3р  | 2р   |      | 0 / 4  | 2–4  |
| Вімблдонський турнір                   |      | 1р   |      |      | 1р   |      |      | 1р   |      | 0 / 3  | 0–3  |
| Відкритий чемпіонат США з тенісу       | 2р   |      |      |      | 1р   |      | 1р   |      |      | 0 / 3  | 1–3  |
| В-П                                    | 1–1  | 2–3  | 0–0  | 0–0  | 1–4  | 0–2  | 0–1  | 1–3  | 0–1  | 0 / 15 | 4–15 |
| Рейтинг на кінець року                 | 76   | 240  | 479  | 103  | 95   | 141  | 105  | 108  |      |        |      |

### Парний розряд
| Турнір                                 | 2006 | 2007 | 2008 | 2009 | 2010 | 2011 | 2012 | 2013 | SR    | В-П |
| -------------------------------------- | ---- | ---- | ---- | ---- | ---- | ---- | ---- | ---- | ----- | --- |
| Відкритий чемпіонат Австралії з тенісу |      |      |      |      |      | 2р   |      |      | 0 / 1 | 1–1 |
| Відкритий чемпіонат Франції з тенісу   |      | 1р   |      |      | 1р   |      |      | 1р   | 0 / 2 | 0–2 |
| Вімблдонський турнір                   |      |      |      |      | 1р   |      |      | 1р   | 0 / 2 | 0–2 |
| Відкритий чемпіонат США з тенісу       | 1р   |      |      |      | 1р   |      | 1р   |      | 0 / 3 | 0–3 |
| В-П                                    | 0–1  | 0–1  | 0–0  | 0–0  | 0–3  | 1–1  | 0–1  | 0–2  | 0 / 9 | 1–9 |